# (21516) Mariagodinez
(21516) Mariagodinez (1998 KS51) – planetoida z pasa głównego asteroid okrążająca Słońce w ciągu 4,06 lat w średniej odległości 2,54 j.a. Odkryta 23 maja 1998 roku.